# Hervé Godignon
 (août 2017).
Hervé Godignon (né le 22 avril 1952 à Paris) est un cavalier professionnel, un enseignant, un éleveur et un organisateur de concours français. Il devient en janvier 2019, entraîneur de l'équipe colombienne.

## Biographie
Il commence l'équitation à 12 ans via l'équitation scolaire, suit un stage de 2 ans chez Maître Couillaud, fondateur de l'École Professionnelle d'Homme de Cheval à Vincennes, puis à Poigny-la-Forêt. À 18 ans, il devient apprenti cavalier et arpente toute la France. Il commence en 1re catégorie chez Hubert Parot, un cavalier de renommée mondiale médaillé d'or par équipe aux JO de Montréal en 1976, et gagne son premier Grand Prix à 22 ans (1974).
Hervé Godignon est l'un des cavaliers les plus doués de sa génération et devient dès ses débuts en compétition nationale et internationale un gagnant régulier de succès convoités. En équipe de France, où il comptabilise 103 sélections pour 25 victoires, il s'illustre en remportant de nombreuses Coupes des Nations (Rome, Aix-la-Chapelle) en compagnie de Frédéric Cottier, Gilles Bertran de Balanda, Christophe Cuyer ou encore Manuel Henry. Ils se virent d'ailleurs remettre « Le Poireau », qui n'est autre que l'Ordre National du mérite agricole.
Il est aussi recordman du nombre de victoires internationales en une seule saison avec 27 succès, record établi au début des années 1980 et jamais battu. Il est aussi un des rares cavaliers français à avoir glané 5 titres de champion de France national.
Médaillé d'or de la Jeunesse et des Sports, badge d'or de la FEI, il est candidat à la présidence de la Fédération Française d'Equitation. 
Godignon a lancé sa gamme de vêtements et d'accessoires d'équitation tout en restant un fervent défenseur de l'équitation française.

## Ses grands chevaux
Electre, Gitan P, J'T'adore, Quidam de Revel, La Belletière, Prince d'Incoville, Twist du Valon, Unic du Perchis, Viking du Tillard, Diams III, Calypso d’Herbiers*Ecolit, Obelix, Quedge Deenne...

## Palmarès
1978
- Champion de France 1re catégorie à Fontainebleau avec Electre

1979
- Vice-champion de France 1re catégorie avec Electre

1980
- 3e du Championnat de France 1re catégorie avec Gitan P

1983
- Vainqueur du Grand Prix du CSI-W à Milan (ITA)

1987
- Champion de France 1re catégorie à Fontainebleau avec La Belletière
- Vainqueur du Grand Prix du CSI-W à Dortmund (ALL) avec La Belletière

1989
- Champion de France 1re catégorie à Fontainebleau avec La Belletière
- Vice-Champion d'Europe par équipe à Rotterdam (HOL) avec La Belletière, 9e individuel
- Vainqueur du Grand Prix du CSI-W à Amsterdam (HOL) avec La Belletière

1990
- 3e du Championnat de France 1re catégorie avec Prince d’Incoville

1991
- 4e par équipe du Championnat d'Europe à La Baule et 6e en individuel avec Quidam de Revel
- Vainqueur du Grand Prix du CSIO à Rome (ITA) avec Prince d’Incoville
- Vainqueur du Grand Prix du CSI-W à New-York (EU) avec Quidam de Revel
- 5e de la Finale Coupe du Monde du CSI-W de Göteborg (SUE) avec Quidam de Revel
- 3e du Championnat de France 1re catégorie avec La Belletiere*Akaï

1992
- Médaille de bronze par équipe et 4e en individuel aux Jeux Olympiques à Barcelone (ESP) avec Quidam de Revel
- Vice-Champion de France 1re catégorie à Fontainebleau avec Quidam de Revel
- Vainqueur du CSIO à Kapellen avec Quidam de Revel
- Vainqueur du CSIO à Dinard avec Quidam de Revel
- Vainqueur du CSIO et du Grand Prix à Rome (ITA) avec Quidam de Revel

1993
- Médaille de bronze par équipe au Championnat d’Europe à Gijon (ESP) avec Twist du Valon
- Vainqueur du CSIO à St-Gall (SUI) avec Twist du Valon
- Vainqueur du CSIO à Calgary (CAN) avec Twist du Valon
- 2e du CSIO à Lanaken avec Si Jolie II
- Vainqueur  par équipe aux Jeux Méditerranéens à Perpignan avec Twist du Valon

1994
- 2e du CSIO à Barcelone (ESP) avec Twist du Valon
- 3e du CSIO et 2e du Grand Prix à Rome (ITA) avec Twist du Valon

1995
- Champion de France 1re catégorie à Dinard avec Unic du Perchis
- Médaille de Bronze par Équipe au Championnat d’Europe à St-Gall avec Unic du Perchis, 12e individuel

1996
- 4e par équipe aux JEUX OLYMPIQUES à Atlanta (EU) avec Viking du Tillard , 17e individuel
- 3e du CSIO à Hickstead (GB) avec Viking du Tillard
- Champion de France 1re catégorie à Fontainebleau avec Viking du Tillard

1997
- Vainqueur du Grand Prix du CSI-A de Cannes avec Unic du Perchis
- Vainqueur du Grand Prix du CSI-A de La Courneuve avec Viking du Tillard
- 2e du Grand Prix Coupe du Monde du CSI-W à Paris-Bercy avec Unic Revillon
- Vainqueur par équipe du CSIO à La Baule avec Viking du Tillard*Revillon
- 2e du CSIO à Rome (ITA) avec Unic Revillon
- 4e du Grand Prix du CSI-A de Caen avec Allegreto
- 4e par équipe au Championnat d’Europe à Mannheim (ALL) avec Viking du Tillard*Revillon

1999
- Vainqueur du Grand Prix du CSI-A à Deauville avec Calypso d’Herbiers*Ecolit
- 3e du Grand Prix du CSI-A de Paris Pte de Versailles avec Diams III

2000
- Vainqueur du Grand Prix du CSIO*** à Falsterbo (SUE) avec Diams III
- 2e par  équipe du CSIO**** à Gijon (ESP) avec Diams III
- 2e du Grand Prix du CSIW de Londres avec Diams III
- 4e du Grand Prix du CSI*** de Liège avec Diams III

2001
- 7e du Grand Prix CSI**** de Maastricht avec Calypso d'Herbiers
- 4e par équipe du CSIO**** de Lummen avec Cocodes
- 2e du Grand Prix du CSI-B à Fontainebleau avec Calvara

2002
- Vainqueur par équipe du CSIO à Rome (ITA) avec Calypso d’Herbiers*Ecolit
- Vainqueur du Grand Prix du CSI-A à Cannes (Alpes-Maritimes) avec Calypso d’Herbiers*Ecolit
- 5e par équipe du CSIO**** à Hickstead (GB) avec Calypso d’Herbiers*Ecolit
- 8e du Grand Prix du CSIO***** de La Baule avec Calypso d'Herbiers

2003
- Vainqueur du Grand Prix du CSI** à Lezirias (POR) avec Obelix
- 11e du Grand Prix du CSI** de Moorsele (BEL) avec Calypso d’Herbiers*Ecolit
- 7e du Grand Prix du CSI*** de Cannes avec Calypso d’Herbiers*Ecolit

2004
- 7e du Grand Prix du CSI** à Hardelot (Pas-de-Calais) avec Calypso d’Herbiers*Ecolit
- Vainqueur par équipe du CSIO**** Coupe des Nations à Gijon avec Obelix
- 5e du Grand Prix du CSI*** de Vilamoura (POR) avec Obelix
- Vainqueur du Grand Prix du CSI*** de Portimao (POR) avec Obelix
- Vainqueur du Derby du CSIO***** de La Baule avec Calypso d'Herbiers

2005
- 5e du Grand-Prix du CSIO**** de Wellington (EU) avec Obelix
- 11e du Grand Prix du CSI** de Gaillon Saint Aubin avec Highlander One*Ecolit
- 6e du Grand Prix du CSI** à Hardelot (Pas-de-Calais) avec Obelix
- 3e par équipe du CSIO*****  Samsung Super Ligue à La Baule avec Obelix
- 2e du Grand Prix du CSIO***** de La Baule avec Obelix
- 2e par équipe du CSIO***** Samsung Super Ligue à Aix la Chapelle (ALL) avec Obelix
- 12e du Grand Prix du CSI*** de Port Mort avec Obelix
- 8e par équipe du CSIO***** Samsung Super Ligue - Finale à Barcelone (ESP) avec Obelix
- 9e du Grand Prix du CSIO***** Samsung Super Ligue - Finale à Barcelone (ESP) avec Obelix

2006
- 3e par équipe de la Coupe des Nations du CSIO***** de Wellington (EU) avec Obelix
- 3e du Grand Prix du CSI** d’Hardelot avec Obelix
- 5e du Grand Prix du CSI*** de Lummen (BEL) avec Obelix
- 3e par équipe du CSIO*****  de La Baule avec Obelix
- 2e du Grand Prix du CSIO***** d’Aix la Chapelle (ALL) avec Obelix
- Vainqueur de la Coupe des Nations du CSIO***** de Gijon (ESP) avec Obelix
- Sélectionné pour les Jeux Equestres Mondiaux d’Aix-la-Chapelle (ALL) avec Obelix, Finaliste (18e).